# Tomás Ambrosetti
Tomás Ambrosetti (Morbegno, Provincia de Sondrio, Lombardía, Italia, 1834 – Buenos Aires, Argentina, 1926) fue un inmigrante italiano, que desarrolló una intensa y productiva vida comercial en Argentina, participando en la fundación de numerosas entidades de la colectividad italiana. Su hijo, Juan Bautista Ambrosetti fue un arqueólogo, antropólogo y etnógrafo de reconocimiento internacional.   

## Biografía
Nació en Morbegno, Sondrio, Lombardía, en 1834. No teniendo vocación eclesiástica abandonó el Seminario de Como, y para huir de la dominación austríaca se embarcó hacia la Argentina, llegando en 1855. Contrajo matrimonio en Gualeguay, con Doña Rosa Antola.
Primero fue empleado de una firma inglesa en Gualeguay, Entre Ríos, desde donde se dedicó luego a la importación de terciopelos, encajes y artículos de hilado, asociado a su hermano Francisco (Morbegno, Sondrio, 1847), siendo la firma Ambrosetti Hnos. una de las más importantes en ese rubro, abriendo filiales en todo el país. 
Fue socio fundador del Círculo Italiano de Buenos Aires, y presidente del mismo.
Fue uno de los fundadores y encargado de redactar el Reglamento Orgánico de la Cámara Italiana de Comercio de Buenos Aires, integrando su primer consejo directivo, junto a otros distinguidos representantes italianos de grandes casas de comercio e importantes empresas industriales en 1884, presidiéndolo luego durante mucho tiempo. 
Fue miembro del directorio del Banco de Italia y Río de la Plata, y también su presidente.
Fue presidente del monumento en honor a Garibaldi, y  vicepresidente del monumento a erigirse en honor a Cristóbal Colón; vicepresidente del Comité Italiano de Guerra y del Hospital Italiano de Buenos Aires; presidió la Cía. de Seguros América y la Cía. Marconi de Telegrafía sin Hilos; director del Ferrocarril Oeste; etc.
Tomás Ambrosetti falleció en Buenos Aires en 1926.